# Japan Ice Hockey League 1985/86
Die Saison 1985/86 war die 20. Spielzeit der Japan Ice Hockey League, der höchsten japanischen Eishockeyspielklasse. Meister wurde zum insgesamt dritten Mal in der Vereinsgeschichte der Kokudo Ice Hockey Club. Topscorer mit 43 Punkten wurde Yoshio Hoshino von Meister Kokudo.

## Modus
In der Regulären Saison absolvierte jede der sechs Mannschaften insgesamt 30 Spiele. Der Erstplatzierte nach der Regulären Saison wurde Meister. Für einen Sieg erhielt jede Mannschaft zwei Punkte, bei einem Unentschieden einen Punkt und bei einer Niederlage null Punkte.

## Reguläre Saison

### Tabelle
|    | Team                                | GP | W  | L  | T | GF  | GA  | Pts |
| -- | ----------------------------------- | -- | -- | -- | - | --- | --- | --- |
| 1. | Kokudo Ice Hockey Club              | 30 | 19 | 7  | 4 | 131 | 87  | 42  |
| 2. | Ōji Eagles                          | 30 | 18 | 7  | 5 | 154 | 108 | 41  |
| 3. | Snow Brand Ice Hockey Club          | 30 | 16 | 12 | 2 | 112 | 92  | 34  |
| 4. | Seibu Prince Rabbits                | 30 | 12 | 12 | 6 | 103 | 122 | 30  |
| 5. | Jūjō Papaer Kushiro Ice Hockey Club | 30 | 10 | 17 | 3 | 101 | 128 | 23  |
| 6. | Furukawa Ice Hockey Club            | 30 | 4  | 24 | 2 | 56  | 120 | 10  |

GP = Spiele, W = Siege, L = Niederlagen, T = Unentschieden

### Topscorer
Abkürzungen: T = Tore, A = Assists, P = Punkte
|    | Spieler             | Team       | T  | A  | P  |
| -- | ------------------- | ---------- | -- | -- | -- |
| 1. | Yoshio Hoshino      | Kokudo     | 23 | 20 | 43 |
| 2. | Tsuyoshi Azuma      | Ōji        | 17 | 20 | 37 |
| 3. | Kazumi Unjo         | Kokudo     | 19 | 15 | 34 |
| 3. | Kenji Shigeno       | Jujo       | 11 | 23 | 34 |
| 5. | Mikiya Kurata       | Snow Brand | 17 | 15 | 32 |
| 5. | Keiji Takahashi     | Ōji        | 15 | 17 | 32 |
| 7. | Yuji Iwamoto        | Snow Brand | 20 | 11 | 31 |
| 8. | Kenji Tanaka        | Snow Brand | 12 | 18 | 30 |
| 9. | Satoru Misawa       | Seibu      | 11 | 18 | 29 |
| 9. | Katsutoshi Kawamura | Seibu      | 9  | 20 | 29 |

## Auszeichnungen
- Most Valuable Player – Yoshio Hoshino, Kokudo Ice Hockey Club
- Rookie of the Year – Masatoshi Satoh, Snow Brand Ice Hockey Club

## All-Star-Team
| Tor          | Masaki Hino (Seibu)    | Masaki Hino (Seibu)    | Masaki Hino (Seibu)     | Masaki Hino (Seibu)     | Masaki Hino (Seibu) | Masaki Hino (Seibu) |
| Verteidigung | Koji Wakasa (Seibu)    | Koji Wakasa (Seibu)    | Koji Wakasa (Seibu)     | Yuji Sugai (Ōji)        | Yuji Sugai (Ōji)    | Yuji Sugai (Ōji)    |
| Sturm        | Yoshio Hoshino (Seibu) | Yoshio Hoshino (Seibu) | Tsuyoshi Azuma (Kokudo) | Tsuyoshi Azuma (Kokudo) | Kazumi Unjo (Ōji)   | Kazumi Unjo (Ōji)   |